# Youssef Aboul-Kheir
Mons. Youssef Aboul-Kheir (* 23. září 1943, Qum-Gharib) je egyptský koptský katolický kněz a emeritní biskup eparchie Suhag.

## Život
Narodil se 23. září 1943 v Qum-Gharib.
Na kněze byl vysvěcen 17. září 1972.
Dne 5. srpna 2003 jej Synod Koptské katolické církve zvolil biskupem eparchie Suhag. Dne 9. srpna 2003 jej papež Jan Pavel II. v této funkci uznal.
Biskupské svěcení přijal 13. listopadu 2003 z rukou kardinála Stéphanose II. Ghattase a spolusvětiteli byli biskup Morkos Hakim, biskup Antonios Naguib, biskup Youhanna Golta, biskup Andraos Salama, biskup Kyrillos Kamal William Samaan, biskup Youhannes Ezzat Zakaria Badir, biskup Makarios Tewfik, biskup Ibrahim Isaac Sidrak a biskup Antonios Aziz Mina.
Dne 14. června 2019 přijal papež František jeho rezignaci na post  eparchiálního biskupa z důvodu dosažení kanonického věku 75 let.